# Coupe de la Ligue Professionelle
La  Coupe de la Ligue Professionelle, nota come Coppa di Lega tunisina, è stata una manifestazione calcistica organizzata dalla Federazione calcistica della Tunisia. 
La competizione, a eliminazione diretta, era aperta alle squadre delle prime due divisioni del campionato tunisino di calcio, cui si aggiungevano squadre che accedevano per invito.
Nel 2006 la competizione fu scissa in due tornei separati, uno riservato alle squadre della massima divisione (Coupe de la Ligue Professionelle 1) e uno a quelle di seconda divisione (Coupe de la Ligue Professionelle 2).
La competizione fu cancellata nel 2007.

## Albo d'oro
| Stagione | Vincitore      | Risultato     | Finalista       |
| -------- | -------------- | ------------- | --------------- |
| 1999/00  | Stade Tunisien | 1-0           | CS Sfaxien      |
| 2000/01  | ES Jerba M     | 1-0           | Selection 2001  |
| 2001/02  | Stade Tunisien | 3-2           | ES Beni-Khalled |
| 2002/03  | CS Sfaxien     | 2-0           | Olympique Béja  |
| 2003/04  | CA Bizertin    | 0-0 (7-6 dtr) | Olympique Béja  |
| 2004/05  | ES Sahel       | 3-1           | CA Bizertin     |
| 2005/06  | non disputata  | non disputata | non disputata   |
| 2006/07  | AS la Marsa    | 3-0           | CS Hammam-Lif   |

## Vittorie per squadra
| Squadra        | Vittorie |
| -------------- | -------- |
| Stade Tunisien | 2        |
| AS la Marsa    | 1        |
| CA Bizertin    | 1        |
| ES Jerba M     | 1        |
| ES Sahel       | 1        |
| CS Sfaxien     | 1        |